# 豐頃大橋
豐頃大橋（日语：／）是日本北海道东部中川郡豐頃町的一座公路桥梁，承载日本38號國道跨越十勝川，长984.2米，宽11米，1983年9月13日建成通车。